# Pracinha (kommun)
Pracinha är en kommun i Brasilien.   Den ligger i delstaten São Paulo, i den södra delen av landet, 700 km sydväst om huvudstaden Brasília. Antalet invånare är 2 863.
Följande samhällen finns i Pracinha:
- Pracinha

Trakten runt Pracinha består i huvudsak av gräsmarker. Runt Pracinha är det glesbefolkat, med 18 invånare per kvadratkilometer.